# Frans Slaats
Frans Slaats (né le 11 juin 1912 et mort le 6 avril 1993 à Waalwijk) est un coureur cycliste néerlandais. Coureur sur piste, et notamment de six jours, il a battu le record du monde de l'heure le 19 septembre 1937 à Milan, parcourant 45,535 km. Ce record a été battu quelques semaines plus tard par Maurice Archambaud.

## Palmarès

### Six jours
- 1936 : Amsterdam (avec Adolphe Charlier), Copenhague (avec Jan Pijnenburg)
- 1937 : Anvers (avec Jan Pijnenburg), Copenhague, Gand (avec Kees Pellenaars)
- 1939 : Bruxelles (avec Kees Pellenaars)
- 1944 : Buenos Aires (avec Raffaele Di Paco)

### Courses d'un jour
- 1934 : Prix du Salon (avec Janus Braspennincx)
- 1937 : Prix Hourlier-Comès et Prix du Salon (avec Kees Pellenaars)

## Championnats nationaux
- Champion des Pays-Bas de poursuite en 1937